# William Bellers
William Bellers, actif entre 1733 et 1773, est un peintre et dessinateur paysagiste anglais, qui fut également imprimeur d'estampes à Londres. Il est l'un des premiers paysagistes de l'école anglaise de peinture, avec Richard Wilson, Thomas Smith of Derby et George Lambert.

## Biographie
La plus ancienne référence à William Bellers remonterait à 1733, celle de son autoportrait. En avril 1734, il est à Oxford, installé en tant que membre non officiel de l'université mais inscrit comme dessinateur-illustrateur, avec privilège (illuminator, privilagatus), c'est-à-dire bénéficiant de certains droits. Un article du London Evening Post du 18 mars 1735 le présente comme portraitiste à Oxford et comme étant en affaires avec (ou représenté par) le marchand d'estampes Simon Gribelin.
On le retrouve en lien d'affaires avec le graveur et marchand Arthur Pond, ouvrant un atelier d'estampes à Poppin Court sur Fleet Street au tout début des années 1750. À ce stade, il est possible, mais de moins en moins probable au regard des recherches actuelles, qu'il s'agisse là de son fils, William Bellers II. Toujours est-il qu'il y imprime de nombreuses estampes, essentiellement des paysages et des vues topographiques, interprétées soit d'après ses propres dessins et gouaches, soit d'après Chatelain, lequel grave également du Bellers, en société avec d'autres burinistes et aquafortistes comme Simon François Ravenet : citons la série des Vues du lac de Cumberland, huit pièces (1752), ou encore des vues du London Hospital de Whitechapel (1753) d'après l'architecte Boulton Mainwaring d'Isleworth.
Il expose des paysages exécutés à l'huile, au pastel ou à l'encre inspirés du Lake District et du Northumberland, de 1761 à 1773, à la Free Society of Artists, que l'on dit à la manière de George Lambert. Si aucune de ces toiles ne nous sont à ce jour parvenues, nous les connaissons à travers les gravures faites par Johann Sebastian Miller (1715-1785), Chatelain, Charles Grignion, Pierre-Charles Canot, et James Mason (1710-1785), et publiées (ou retirées) par John Boydell en 1774. Une série de dix pièces fut gravée également par Peter Paul Benazech et William Henry Toms, entre autres.
En novembre 1773, le Public Advertiser, qui annonce les ventes aux enchères, le signale comme ayant pris sa retraite.

## Choix de gravures
Ces estampes sont tirées par Bellers en son atelier, et sans doute rehaussées à l'aquarelle :

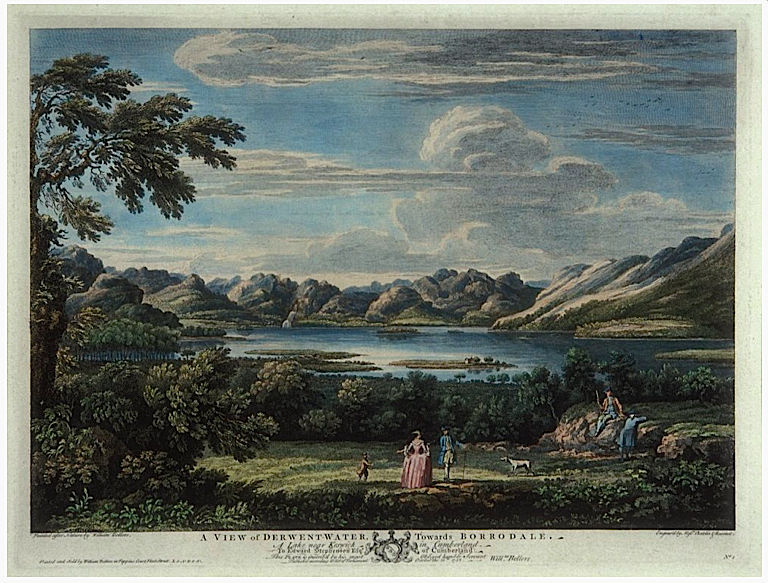
A View of Derwentwater. Towards Borrowdale. A Lake near Keswick in Cumberland (1752), gravure de Chatelain et Ravenet.
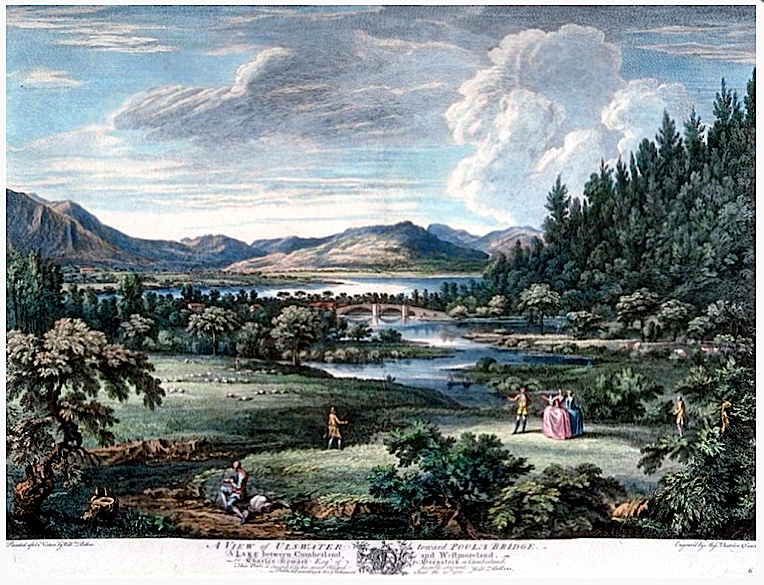
A View of Ullswater toward Poola Bridge. A Lake between Cumberland and Westmoreland (1753), gravure de Canot et Chatelain.